# Garrulaxe à sourcils blancs
Pterorhinus sannio
Espèce
Statut de conservation UICN

 LC  : Préoccupation mineure
Le Garrulaxe à sourcils blancs (Pterorhinus sannio) est une espèce de passereaux de la famille des Leiothrichidae.

## Répartition
Son aire s'étend à travers le sud de la Chine, le nord de l'Indochine et le nord-est de l'Inde.

## Sous-espèces
L'espèce comporte quatre sous-espèces :
- P. sannio albosuperciliaris (Godwin-Austen, 1874) vit dans le nord-est de l'Inde ;
- P. sannio comis (Geignan, 1952) vit en Chine, Birmanie, Thaïlande et Indochine ;
- P. sannio sannio (Swinhoe, 1867) vit dans le sud-est de la Chine et nord-est Vietnam ;
- P. sannio oblectans (Deignan, 1952) vit en Chine.